# Xe législature de la Cinquième République française
La Xe législature de la Cinquième République est un cycle parlementaire qui s'ouvre le 2 avril 1993, à la suite des élections législatives françaises de 1993, et se termine le 21 avril 1997, avec la dissolution de l'Assemblée nationale par le président de la République Jacques Chirac.
De 1993 à 1995, la majorité et le président de la République appartiennent à des partis politiques opposés, ce qui provoque la deuxième cohabitation.

## Composition de l'exécutif
- Présidents : 
  - 29 mars 1993 – 17 mai 1995 : François Mitterrand (PS)
  - 17 mai 1995 – 2 juin 1997 : Jacques Chirac (RPR)
- Premiers ministres :
  - 29 mars 1993 – 17 mai 1995 : Édouard Balladur (RPR)
  - 17 mai 1995 – 2 juin 1997 : Alain Juppé (RPR)

## Composition de l’Assemblée nationale

### Groupes parlementaires
| Groupe parlementaire               | Groupe parlementaire               | Groupe parlementaire               | Députés                            | Députés                            | Députés | Président déclaré                                        |
| Groupe parlementaire               | Groupe parlementaire               | Groupe parlementaire               | Membres                            | Apparentés                         | Total   | Président déclaré                                        |
| ---------------------------------- | ---------------------------------- | ---------------------------------- | ---------------------------------- | ---------------------------------- | ------- | -------------------------------------------------------- |
|                                    | RPR                                | Rassemblement pour la République   | 245                                | 12                                 | 257     | Bernard Pons (1993-1995), Michel Péricard (1995-1997)    |
|                                    | UDF                                | Union pour la démocratie française | 213                                | 2                                  | 215     | Charles Millon (1993-1995), Gilles de Robien (1995-1997) |
|                                    | SOC                                | Socialiste                         | 52                                 | 5                                  | 57      | Martin Malvy (1993-1995), Laurent Fabius (1995-1997)     |
|                                    | RL                                 | République et liberté              | 23                                 | 0                                  | 23      | Jean Royer                                               |
|                                    | COM                                | Communiste                         | 22                                 | 1                                  | 23      | Alain Bocquet                                            |
|                                    |                                    |                                    |                                    |                                    |         |                                                          |
| Total de députés membre de groupes | Total de députés membre de groupes | Total de députés membre de groupes | Total de députés membre de groupes | Total de députés membre de groupes | 575     |                                                          |
|                                    | Députés non-inscrits               | Députés non-inscrits               | Députés non-inscrits               | Députés non-inscrits               | 2       |                                                          |
|                                    |                                    |                                    |                                    |                                    |         |                                                          |
| Total des sièges pourvus           | Total des sièges pourvus           | Total des sièges pourvus           | Total des sièges pourvus           | Total des sièges pourvus           | 577     |                                                          |

Cette liste regroupe la composition de l'Assemblée nationale après le deuxième tour du 1er juin 1993. La composition a changé à la suite de législatives partielles ou de députés changeant de groupe.

### Président de l'Assemblée
- Philippe Séguin (RPR, 1re circonscription des Vosges).

## Gouvernements successifs
Trois gouvernements se sont succédé :
- Gouvernement Édouard Balladur
- Gouvernement Alain Juppé (1)
- Gouvernement Alain Juppé (2)

## Élection du président de l'Assemblée nationale
| Candidat         | Circonscription           | Groupe politique | Groupe politique | Voix | %     | Voix | %     | Situation |
| ---------------- | ------------------------- | ---------------- | ---------------- | ---- | ----- | ---- | ----- | --------- |
| Philippe Séguin  | Vosges (1re)              |                  | RPR              | 266  | 49,91 | 389  | 81,21 | Élu       |
| Dominique Baudis | Haute-Garonne (1re)       |                  | UDFC             | 180  | 33,77 |      |       | Retrait   |
| André Labarrère  | Pyrénées-Atlantiques (3e) |                  | SOC              | 62   | 11,63 | 59   | 12,32 | Battu     |
| Georges Hage     | Nord (16e)                |                  | COM              | 24   | 4,50  | 26   | 5,43  | Battu     |
| Autres           |                           |                  |                  | 1    | 0,19  | 5    | 1,04  |           |
|                  |                           |                  |                  |      |       |      |       |           |
| Votants          | Votants                   | Votants          | Votants          | 546  | ?     | 533  | ?     |           |
| Blancs et nuls   | Blancs et nuls            | Blancs et nuls   | Blancs et nuls   | 13   | 2,38  | 54   | 10,13 |           |
| Exprimés         | Exprimés                  | Exprimés         | Exprimés         | 533  | 97,62 | 479  | 89,87 |           |